# Daniel Sloss
Daniel Sloss (* 11. September 1990 in Kingston upon Thames, England) ist ein schottischer Entertainer, Schauspieler und Autor.

## Leben
Sloss ist ältestes von vier Geschwistern. Seine um zwei Jahre jüngere Schwester wurde mit Cerebralparese geboren und starb im Alter von 7 Jahren. Er zog mit seiner Familie im Alter von vier Jahren nach Fife. Er besuchte die East Wemyss Primary School und Waid Academy in Anstruther. Seine Jugend verbrachte er eigenen Angaben zufolge oft in Edinburgh. 
Im Alter von 18 Jahren hatte er für ein Jahr ein eigenes Programm in dem Comedy Club Adam Smith Theatre in Kirkcaldy.
Nachdem seine Mutter ihn in Kontakt mit Frankie Boyle gebracht hatte, schrieb Sloss Gags für Boyles BBC-TV-Serie Mock the Week.
Nachdem er einen Studienplatz für Geschichte am University of Dundee erhalten hatte, nahm er sich stattdessen ein Jahr frei, um sich auf Comedy zu konzentrieren und entschied sich, nach einer Show-Teilnahme auf dem Edinburgh Festival Fringe 2008, gänzlich eine Karriere in der Unterhaltungsbranche zu versuchen.

## Wirken
Sloss war der jüngste Comedian, der im Alter von 19 Jahren eine eigene Spielzeit am Londons West End bekam. Im Alter von 20 Jahren begann er international aufzutreten und arbeitet seitdem verträglich mit BBC Worldwide 2entertain.
Im US Fernsehen hatte er von 2013 bis 2018 9 Auftritte in der Stand-Up-Comedy-Serie Conan und in der The Late Late Show with Craig Ferguson.
Im Jahr 2015 nahm Daniel Sloss zum siebten Mal mit seiner Show Dark am Edinburgh-Fringe-Festival teil. Mit dieser Show zog er bei 80 Auftritten durch 15 Länder Europas. Im Januar 2016 lief diese Show über eine Woche im Soho Theatre in London. 2016 führte er die Show ebenfalls für eine Woche im Soho Playhouse in New York und für zwei Wochen im Westside Comedy Theatre in Los Angeles auf.
Im Jahr 2019 tourte er durch Großbritannien und die USA. Angekündigt wurden Auftritte in Australien im April 2019, weitere Vorstellungen im Vereinigten Königreich von Mai bis Oktober 2019, sowie Aufführungen in Deutschland im November 2019.

## Fernsehauftritte
- 2002: Robot Wars
- 2009: The Paul O’Grady Show
- 2009: Most Annoying People of 2009
- 2010: Good News Week
- 2010: Cracker Night
- 2010: The Adventures of Daniel
- 2010: Michael McIntyre’s Comedy Roadshow
- 2010: The Rob Brydon Show, 2010
- 2010: The Most Annoying People of 2010
- 2011: Jason Manford’s Comedy Rocks
- 2011: Comic Relief’s 24 Hour Panel People, Mock the Week
- 2011: Comic Relief’s Stand Up for Sport Relief
- 2010–2011: 8 out of 10 Cats (2 Auftritte)
- 2012: Alexander Armstrong’s Big Ask
- 2012: BBC Edinburgh Comedy Marathon
- 2012: Russell Howard’s Good News Extra
- 2012: Comedy World Cup
- 2012: Soccer AM
- 2013: Cracker Night
- 2014: The Pete Holmes Show
- 2014: @midnight
- 2014: The Late Late Show with Craig Ferguson
- 2014: Sunday Night at the Palladium
- 2015: The John Bishop Show
- 2017: Drunk History
- 2018: Roast Battle (2 Auftritte)
- 2013–2018: Conan (9 Auftritte)

## Touren
- 2008: Life in 2D[11]
- 2009: Daniel Sloss – Teenage Kicks[12]
- 2010: Daniel Sloss – My Generation[13]
- 2011: Daniel Sloss – The Joker[14]
- 2012: Daniel Sloss – The Show (EICC Edinburgh International Conference Centre + touring)
- 2013: Daniel Sloss – Stand-Up (EICC Edinburgh International Conference Centre + touring)
- 2014: Daniel Sloss – Really...?! (EICC Edinburgh International Conference Centre + touring)
- 2015: Daniel Sloss – DARK (EICC Edinburgh International Conference Centre + touring)
- 2016: Daniel Sloss – SO? (EICC Edinburgh International Conference Centre + touring)
- 2017: Daniel Sloss – NOW (EICC Edinburgh International Conference Centre + touring)
- 2018: Daniel Sloss – X (EICC Edinburgh International Conference Centre + touring)

## Stand up Specials
Nachdem die BBC bereits im Jahr 2012 einen Liveauftritt von ihm, im Nachhinein als DVD veröffentlichte, bekam Daniel im September, 2018 in einem zweistündigen Comedy-Special unter “Daniel Sloss – Live Shows” Live-Sendezeiten bei Netflix.
| Titel                           | Erschienen                             | Bemerkungen                                 |
| ------------------------------- | -------------------------------------- | ------------------------------------------- |
| Daniel Sloss Live               | 12. November 2012 (BBC 2Entertain DVD) | Aufgenommen im Kings Theatre, Glasgow       |
| Daniel Sloss Live Shows: DARK   | 11. September 2018 (Netflix)           | Aufgenommen im Belasco Theater, Los Angeles |
| Daniel Sloss Live Shows: Jigsaw | 11. September 2018 (Netflix)           | Aufgenommen im Enmore Theatre, Sydney       |